# 193158 Haechan
193158 Haechan è un asteroide della fascia principale. Scoperto nel 2000, presenta un'orbita caratterizzata da un semiasse maggiore pari a 3,2051234 UA e da un'eccentricità di 0,0915454, inclinata di 6,68278° rispetto all'eclittica.
L'asteroide è dedicato a Haechan Kim, figlio dello scopritore.